# Crucero del Norte
Club Mutual Crucero del Norte, mer känt under namnet Crucero del Norte, bildad 19 juli 1989, är en fotbollsklubb från Posadas, Misiones, Argentina. 
Klubben har smeknamnet "El Colectivero", deras hemmaarena är Estadio Comandante Andres Guacurari. De spelar i Primera División.